# Доссенгайм
Доссенгайм (нім. Dossenheim) — громада в Німеччині, у землі Баден-Вюртемберг. Підпорядковується адміністративному округу Карлсруе. Входить до складу району Рейн-Неккар.
Площа — 14,14 км2. Населення становить 12 574 ос. (станом на 31 грудня 2020).